# Affonso Pires Ramos
Affonso Pires Ramos (Aracaju, 13 de julho de 1860 – Rio de Janeiro, 21 de abril de 1899) foi um médico brasileiro.
Foi eleito membro da Academia Nacional de Medicina em 1898, com o número acadêmico 191, na presidência de Antonio José Pereira da Silva Araújo.